# Музей-усадьба П. Е. Щербова

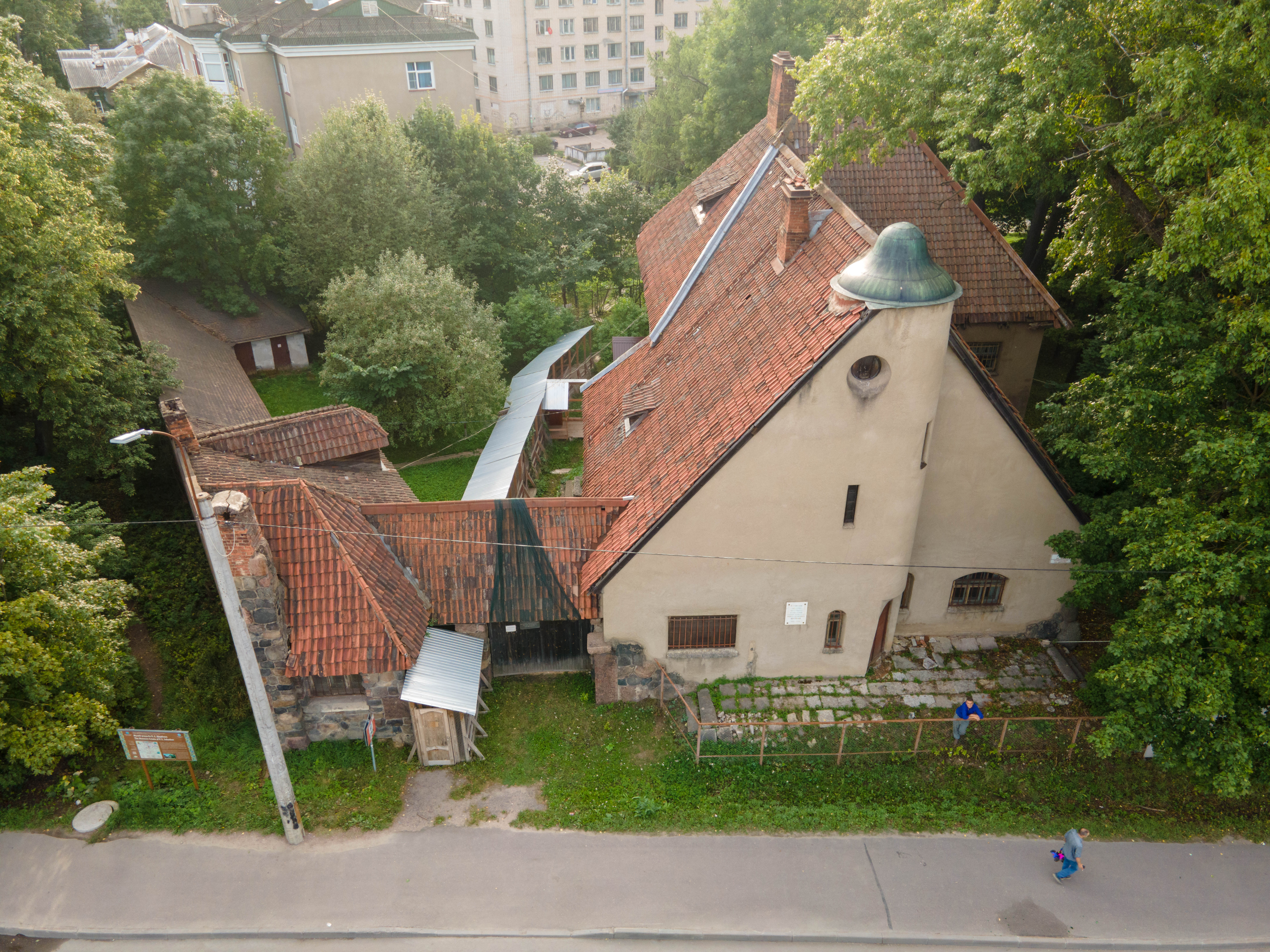
Общий вид на усадьбу с воздуха, 2021 год

Музе́й-уса́дьба П. Е. Щербова — историко-мемориальный музей в Гатчине, филиал ленинградского областного государственного учреждения культуры «Музейное агентство». Размещён музей в усадьбе художника-карикатуриста П. Е. Щербова и является одним из оригинальных произведений начала XX века, выполненным в стиле северного модерна. Первая экспозиция была открыта в 1992 году.

## Описание музея
Экспозиция музея состоит из двух разделов: краеведческого и мемориального. В краеведческом разделе («История Гатчины конца XIX — начала XX вв.») рассказывается об истории Гатчины, её архитектуре. Большое внимание уделено Гатчине как одному из тех мест, где начала развиваться русская авиация.
В мемориальном разделе развёрнуты выставки «П. Е. Щербов — жизнь и творчество», «Мемориальный кабинет П. Е. Щербова». В них рассказывается о жизни и творчестве художника и его часто бывавших в Гатчине друзьях Ф. И. Шаляпине, А. И. Куприне, художниках М. Нестерове, К. К. Первухине, композиторе В. Андрееве.
В музее проходят выставки, концерты.
Музей-усадьба художника П. Е. Щербова была широко известна ещё до открытия музея, как местная достопримечательность, под названиями Дом Щербова и Дом художника Щербова.

## Описание усадьбы
Эта постройка является одним из необычных примеров петербургского модерна, предвещающих открытия архитектуры авангарда. Облик усадебного комплекса определяют оригинальные сочетания объёмов различной геометрической формы. Все сооружения имеют чрезвычайно аскетичное решение. Фасад дома, выходящий на улицу, имеет очень высокое завершение в виде треугольника, в который словно утоплена башня, напоминающая крепостную. Особняк завершается крутой кровлей, покрытой черепицей. Лицевая его часть имеет один этаж и высокое чердачное помещение, она предназначалась для гостей. Второй блок дома, уходящий вглубь двора, двухэтажный, в нём размещалась семья хозяина. Дворовая часть дома имеет крышу в форме колпака.

## История здания
Усадьба построена в 1911 году по проекту архитектора С. С. Кричинского. По воспоминаниям современников, оригинальность дома в полной мере соответствовала его владельцу, художнику-карикатуристу Щербову.
Дочь писателя А. И. Куприна Ксения Куприна писала:
Щербовы построили в Гатчине каменный дом. Дом такой же оригинальный, как и сами его хозяева. В детстве дом этот казался мне средневековым замком. Его окружала большая стена, булыжники для которой собирали сами Щербовы. Крыша и стена были покрыты красной черепицей. Внутри всегда ощущались какой-то очень своеобразный запах и особенная гулкость. Большой холл с оружием, медным огромным камином был как бы сердцем дома. Вокруг камина кованого железа принадлежности. Посередине холла лежала шкура белого медведя. На верхний этаж в мастерскую Павла Егоровича вела широкая лестница. К холлу прилегало несколько маленьких комнат, меблированных на восточный лад: низкие тахты, яркие половики, столики с медными подносами, с разными трубками и кальянами.
Усадьба представляет собой ансамбль главной и вспомогательных построек. Все усадебные постройки — дом, флигель, сараи — сложены из бетонных блоков, кирпича и булыжного камня, покрыты черепицей сложной конфигурации. Главное здание ансамбля состоит из одноэтажной части, обращенной на улицу, и двухэтажной, обращённой во двор.
В доме 10 комнат, не считая служебных помещений. В начале XXI века с восточной стороны сохранилась небольшая часть глухой каменной ограды с калиткой. В двухэтажной части дома сохранилась резная дубовая лестница, камин, подвал. Практически полностью сохранилась черепица. Из хозяйственных построек не сохранился ледник.
С момента создания дом Щербова стал одним из центров культурной жизни Гатчины. В нём бывали Ф. И. Шаляпин, А. И. Куприн, художники М. Нестеров, К. К. Первухин, композитор В. Андреев.
После революции дом был сохранён за художником, возможно, благодаря ходатайству М. Горького. После смерти Щербова (1938 год) до 1952 года в доме проживала вдова художника Анастасия Давыдовна Щербова. В 1941—1944 годах во время оккупации Гатчины в особняке размещались немцы (А. Д. Щербова в это время жила в кухне). В 1944 году значительная часть мемориальных вещей из убранства дома была вывезена в Германию.
В 1952 г., после смерти Щербовой, в доме разместили 12 коммунальных квартир. Дом был широко известен в Гатчине под названиями «Дом Щербова», «Дом художника Щербова».
С 1982 по 1992 год по проекту И. П. Любаровой была проведена реставрация.
В 1992 году в доме был организован «Историко-мемориальный музей-усадьба художника П. Е. Щербова».
С 2021 года музей закрыт на реставрацию на несколько лет.

## Адрес
- 188300, Ленинградская область, г. Гатчина, ул. Чехова, 4
- Проезд: электропоезд с Балтийского вокз. до станции «Гатчина-Варшавская»
- Режим работы: закрыт на время реставрации.